# Spritz

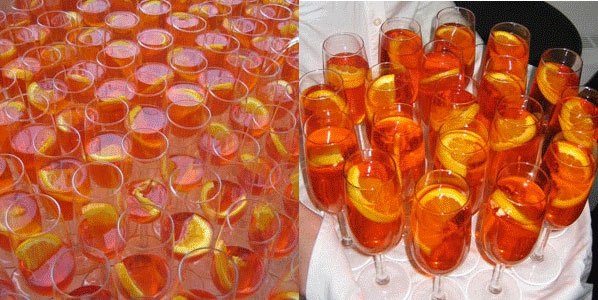
Spritz met Aperol

Spritz (ven. spris of spriss) is een populair alcoholisch aperitief uit de regio Veneto. Het is gemaakt op basis van een van de volgende likeuren: Aperol, Select, Campari of Cynar. Toegevoegd wordt witte wijn of prosecco, mineraalwater en het drankje wordt opgediend met olijven of een schijfje sinaasappel. 
Bijna elke stad van de regio heeft haar eigen variëteit.